# Honoré Charles Reille
Honoré Charles Michel Joseph Reille, född den 1 september 1775, död den 4 mars 1860, var en fransk militär.
Reille blev under revolutionen soldat och utmärkte sig först som adjutant hos Masséna (1796-1800), med vars dotter han gifte sig. Reille användes sedermera av Napoleon även i diplomatiska värv. År 1808 förde han ett högre befäl i Spanien, kämpade 1809 vid Wagram i spetsen för "unga gardet" samt 1813 och 1814 i Spanien och Frankrike.
Sedan Reille tjänat restaurationen, övergick han till den återkomne kejsar Napoleon och deltog som chef för 2:a armékåren i fälttåget i Belgien 1815. Reille höll sig därefter väl med alla regeringar och upphöjdes av Ludvig Filip till marskalk (1847) och av Napoleon III till senator.